# Panlatinismo

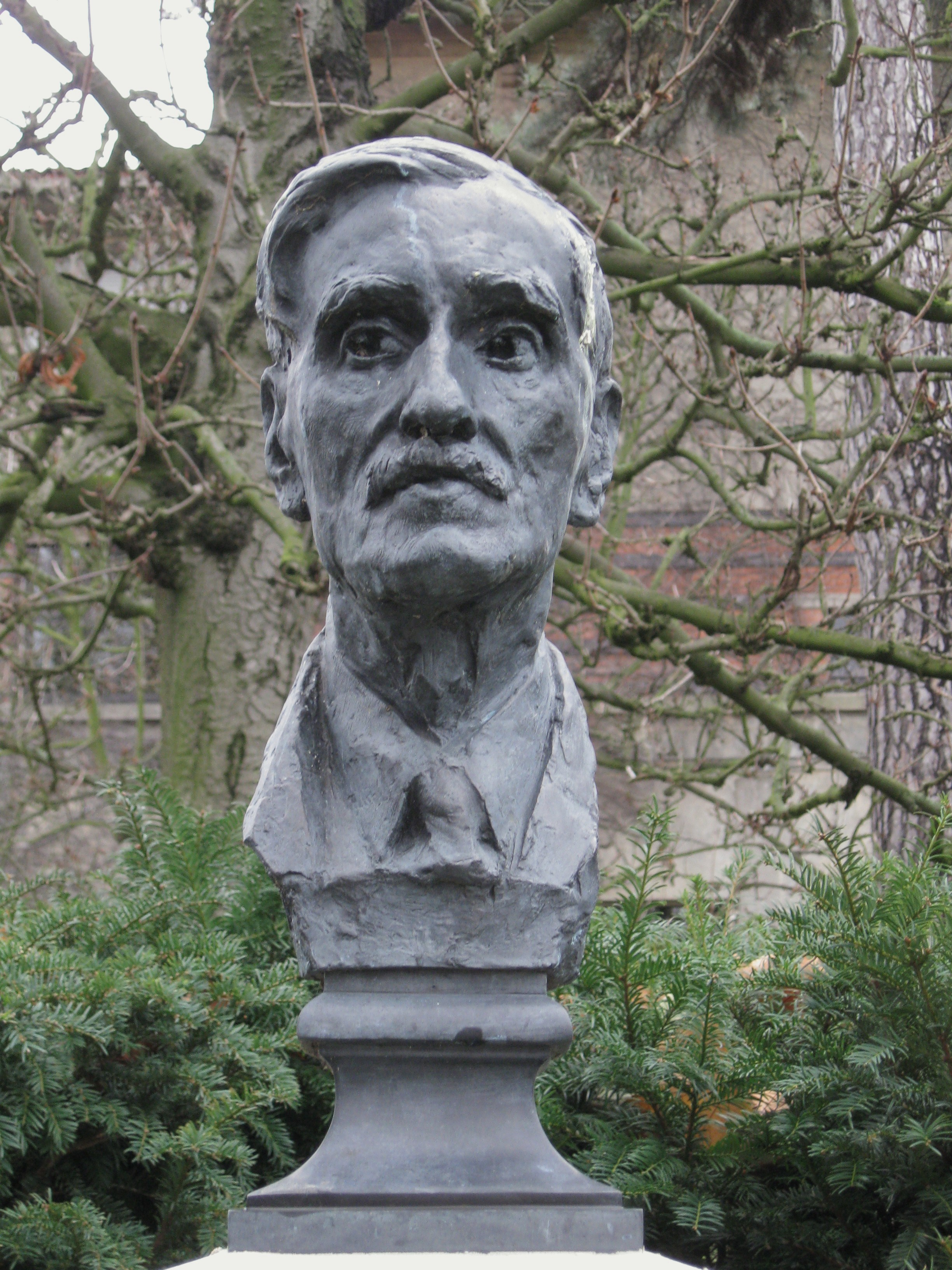
Busto di Jean Charles-Brun, sostenitore del panlatinismo internazionale e della confederazione latina

Il panlatinismo è un'ideologia pannazionalista che promuove l'unificazione dei popoli di lingua romanza. 

Popoli romanzi d’Europa

## Storia
Il panlatinismo acquisì notorietà in Francia, in particolare dall'influenza di Michel Chevalier (1806-1879), che ha contrastato i popoli latini delle Americhe con i popoli anglosassoni. Lo scrittore francese del XIX secolo Stendhal parlava di latinismo come un’idea imperiale, secondo cui i latini avrebbero dovuto governare sui loro vicini non latini. Più tardi, questa ideologia fu adottata da Napoleone III, che dichiarò il suo sostegno per l’unità culturale dei popoli latini e presentò la Francia come la guida moderna dei popoli latini, per giustificare l’intervento francese nella politica messicana, che portò alla creazione del Secondo Impero messicano filo-francese. Il sociologo René Maunier scrisse che Dante giocò con l'idea del dominio europeo da parte dei latini nel suo trattato Monarchia, che celebrava l'"impero mondiale" degli antichi romani.
Nel periodo successivo alla sconfitta della Francia nella guerra franco-prussiana e alla creazione di uno stato tedesco, il teorico politico francese Gabriel Hanotaux respinse le affermazioni secondo cui l’era del dominio imperiale dei popoli latini, in particolare dei francesi, fosse finita e che la nuova era fosse caratterizzata dal dominio imperiale dei popoli anglosassoni, germani e slavi. Hanotaux sostenne che i popoli latini avessero un ruolo imperiale da svolgere nella colonizzazione dell’Africa e che dovessero avere possedimenti imperiali che comprendessero l’Africa e il Sud America. I possedimenti imperiali dei popoli anglosassoni avrebbero dovuto essere il Nord America, i popoli germani avrebbero dovuto avere l’Europa centrale, e i popoli slavi avrebbero dovuto avere la Siberia.
Una forma democratica e confederale di panlatinismo emerse grazie all’influenza della figura occitana francese Frédéric Mistral, che sostenne l’autonomia regionale per l’Occitania in Francia. Mistral promosse anche il panlatinismo dopo aver contattato i catalani che sostenevano l’autonomia della Catalogna insieme all’unità latina. Mistral influenzò Jean Charles-Brun, il cui Le régionalisme impressionò a sua volta Mistral. Charles-Brun sostenne un latinismo internazionale e la creazione di una confédération latine (“confederazione latina”), ma rifiutò le proposte di un “impero latino”.